# Passiflora callacallensis
Passiflora callacallensis är en passionsblomsväxtart som beskrevs av Skrabal och Weigend. Passiflora callacallensis ingår i släktet passionsblommor, och familjen passionsblomsväxter. Inga underarter finns listade i Catalogue of Life.